# Góra św. Bronisławy

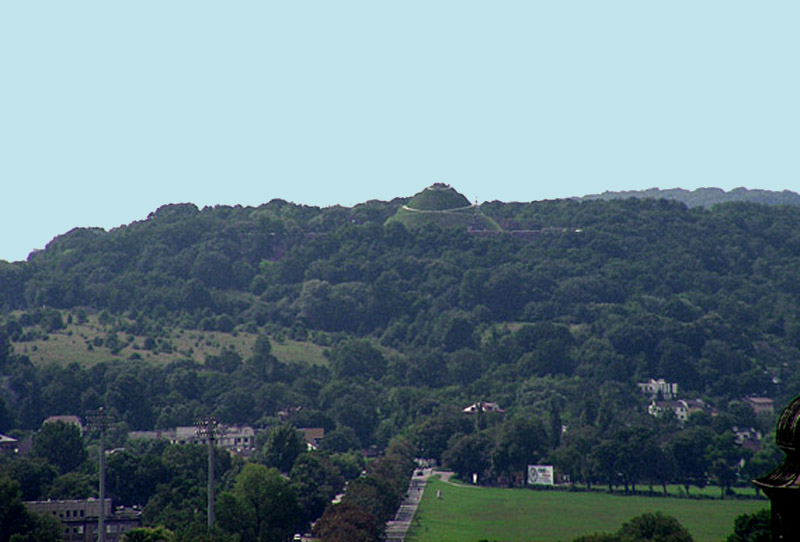
Wzgórze św. Bronisławy z wieży Mariackiej

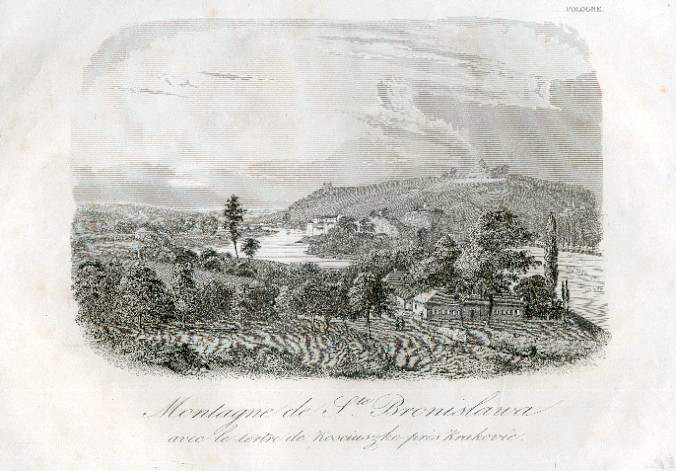
Montagne de S-te Bronislawa avec le tertre de Kosciuszko près Krakovie – staloryt z akwafortą z 1836

Góra św. Bronisławy, Wzgórze św. Bronisławy (ok. 308 m) – wschodni szczyt dwuwierzchołkowego wzgórza we wschodniej części Pasma Sowińca w Krakowie. Szczytem zachodnim jest Sikornik (296 m) oddzielony płytką przełączką (ok. 287 m). Wzgórze św. Bronisławy jest dłuższe od Sikornika. Pod względem geograficznym obydwa wzniesienia przynależą do Pomostu Krakowskiego w obrębie makroregionu Bramy Krakowskiej.
Nazwa pochodzi od błogosławionej Bronisławy, która życie zakonne spędzała początkowo w położonym u stóp tego wzniesienia Klasztorze św. Augustyna i św. Jana Chrzciciela w Krakowie, a później w pustelni na zboczu wzniesienia, w której zmarła. Po jej śmierci wzniesieniu nadano nazwę Góra św. Bronisławy.
Północno-wschodnie stoki Góry św. Bronisławy opadają dość stromo do ul. Królowej Jadwigi. W dolnej części tych stoków, a także dolnej części stoków północno-wschodnich, południowych i południowo-zachodnich są zabudowania dzielnicy Zwierzyniec. Górną część zboczy i grzbiet Góry Św. Bronisławy porasta las liściasty. Na południowo-wschodnim krańcu tego grzbietu wznosi się widoczny z daleka Kopiec Kościuszki. Stoki wzgórza porozcinane są wąwozami i parowami. Największe z nich to Lisie Jamy i Łasina. Na zboczach spotyka się odsłonięcia skałek wapiennych. W skałach są trzy jaskinie: Kawerna pod Fortem Kościuszko, Nyża pod Strzelnicą, Schronisko pod Klasztorem Norbertanek.
Na Górze św. Bronisławy znajduje się stanowisko archeologiczne, na którym znaleziono wykopaliska różnych faz kulturowych m.in. kultury mustiersko-lewaluaskiej, kultury wschodniomikockiej a także obozowiska kultury szeleckiej i oryniackiej. Znaleziono także liczne kości zwierząt, w tym 86 pochodzących do wymarłych mamutów. 